# Тихомиров, Валерий Викторович
Валерий Викторович Тихомиров (род. 24 августа 1944, Благовещенка, Кемеровская область) — российский политический деятель, депутат Государственной думы второго созыва

## Биография
В 1976—1988 гг. — доцент, заведующий кафедрой, в 1988—1996 гг. — ректор Омского государственного университета.
Избирался депутатом Законодательного собрания Омской области.

### Депутат госдумы
В декабре 1995 г. был избран депутатом Государственной Думы Федерального Собрания РФ второго созыва, являлся членом фракции НДР, членом Комитета по делам Федерации и региональной политике, заместителем председателя Комитета по образованию и науке. Сложил депутатские полномочия 25 декабря 1998 г. в связи с назначением начальником управления кадров Государственной налоговой службы РФ.